# آژانس دولتی فیلم اوکراین

آژانس دولتی فیلم اوکراین

آژانس دولتی فیلم، که به اختصار به عنوان Derzhkino شناخته می‌شود (اوکراینی: Держкіно)، نهاد اجرایی مرکزی سینمای اوکراین است که در سال ۲۰۱۱ ایجاد شد.
پلیپ ایلنکو از اوت ۲۰۱۴ تا زمان استعفا در اوت ۲۰۱۹ رئیس آژانس بود.

## انتقاد
آژانس دولتی فیلم اوکراین بودجه پروژه‌های به اصطلاح میهن پرستانه را در اولویت قرار می‌دهد. برای صلاحیت، درژ کینو برای مقابله با تسلط صنعت فیلم میهن پرستانه تحت حمایت روسیه، لازم است که زبان اوکراینی یا تاتار کریمای ۹۰٪ از کل گفتگوهای فیلم را به خود اختصاص دهد. مقاله ای در رادیو اروپای آزاد / رادیو آزادی گزارش داد که «برخی معیارهای درژکینو را به نوع سانسوری که در کشورهای مستبد مانند روسیه وجود دارد تشبیه کرده‌اند».